# Айрон-Дюк – Ваялла
Айрон-Дюк — Ваялла (Iron Duke — Whyalla) — пульпропровід, призначений для транспортування продукції австралійської залізорудної копальні Айрон-Дюк.
Ще наприкінці 1980-х почалась розробка запасів гематитової руди родовища Айрон-Дюк, а у в 2007-му тут також почали видобувати магнетитову руду. Для доставки останньої ввели в дію пульпопровід до металургійного комбінату у Ваялла, що має довжину 62 кілометри й діаметр 200 мм. Він споруджений у підземному виконанні на глибині у 0,75 метра (на окремих ділянках захисний шар ґрунту досягає 1,2 метра).
Для перекачування пульпи змонтували два насоси потужністю по 1,05 МВт (один робочий та один резервний), що здатні забезпечувати тиск до 15,3 МПа та продуктивність у 222 м3/година. Номінальна пропускна здатність трубопроводу становить 250 тонн магнетитового концентрату на годину.
Оскільки копальня розміщена в бідному на водні ресурси районі, паралельно пульпропроводу проклали нитку діаметром 400 мм, якою здійснюється повернення виділеної з пульпи води з Ваялла до Айрон-Дюк. Перекачують воду два насоси потужністю по 0,5 МВт.